# 利比亞—塞爾維亞關係
利比亚－塞尔维亚关系是利比亚和塞尔维亚之间的外交关系。利比亚在贝尔格莱德设有大使馆，塞尔维亚在的黎波里也设有大使馆。

## 历史

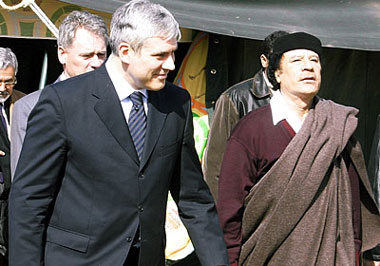
鲍里斯·塔迪奇和穆阿迈尔·卡扎菲

穆阿迈尔·卡扎菲与南斯拉夫建立了牢固的外交关系，随后又与塞尔维亚保持了外交关系。
其中一个比较重要的联系是军火贸易，首先是南斯拉夫社会主义联邦共和国和利比亚之间的军火贸易，然后在南斯拉夫解體后继续与塞尔维亚的军火贸易。利比亚民众国空军被缴获或用于保卫卡扎菲效忠者的几架飞机是南斯拉夫飞机制造商索科在当今的波斯尼亚和黑塞哥维那制造的。1991－1995年南斯拉夫解体后，卡扎菲与塞尔维亚保持着强有力的外交关系。塞尔维亚的公众舆论一直支持穆阿迈尔·卡扎菲政权。

### 利比亚内战
2011年8月25日，塞尔维亚正式承认利比亚全国过渡委员会为执政政府。然而，从利比亚内战一开始，与过渡政府的关系就紧张起来，当时5名塞尔维亚人被反卡扎菲叛军逮捕，他们被怀疑是穆阿迈尔·卡扎菲的雇佣兵。截至2012年4月，这五人仍被关押在利比亚。利比亚随后有媒体报告说，从巴尼亚卢卡空运来了更多的雇佣兵。塞尔维亚国防部长德拉甘·舒塔诺瓦茨否认了塞尔维亚战机轰炸反卡扎菲抗议者的报道。

### 内战后
据塞尔维亚外交部报道，2015年11月7日，两名塞尔维亚驻利比亚大使馆工作人员被不明组织绑架。